# Salto con gli sci ai XXIII Giochi olimpici invernali
Le gare di salto con gli sci ai XXIII Giochi olimpici invernali di Pyeongchang in Corea del Sud si sono svolte dal 10 al 19 febbraio 2018 nelle stazione sciistica presso lo stadio del salto nella stazione sciistica di Alpensia, nel comune di Daegwallyeong. Si sono disputate tre gare maschili e una femminile.

## Podi

### Uomini
| Evento                        | Oro                                                                                | Punti  | Argento                                                              | Punti  | Bronzo                                                   | Punti  |
| Trampolino normale (dettagli) | Andreas Wellinger                                                                  | 259.3  | Johann André Forfang                                                 | 250.9  | Robert Johansson                                         | 249.7  |
| Trampolino lungo (dettagli)   | Kamil Stoch                                                                        | 285.7  | Andreas Wellinger                                                    | 282.3  | Robert Johansson                                         | 275.3  |
| Gara a squadre (dettagli)     | Norvegia Daniel-André Tande Andreas Stjernen Johann André Forfang Robert Johansson | 1098.5 | Germania Karl Geiger Stephan Leyhe Richard Freitag Andreas Wellinger | 1075.7 | Polonia Maciej Kot Stefan Hula Dawid Kubacki Kamil Stoch | 1072.4 |

### Donne
| Evento                        | Oro          | Punti | Argento           | Punti | Bronzo         | Punti |
| Trampolino normale (dettagli) | Maren Lundby | 264.6 | Katharina Althaus | 252.6 | Sara Takanashi | 243.8 |

## Medagliere per nazioni
| Pos.   | Nazione  | Oro | Argento | Bronzo | Totale |
| ------ | -------- | --- | ------- | ------ | ------ |
| 1      | Norvegia | 2   | 1       | 2      | 5      |
| 2      | Germania | 1   | 3       | 0      | 4      |
| 3      | Polonia  | 1   | 0       | 1      | 2      |
| 4      | Giappone | 0   | 0       | 1      | 1      |
| Totale | Totale   | 4   | 4       | 4      | 12     |